# Maximiliaan
Maximiliaan is een voornaam die een aantal historische vorsten gedragen hebben.
De naam komt van het Latijnse Maximus en betekent 'de grootste'. Maximus werd de eretitel van grote legeraanvoerders, zoals Quintus Fabius Maximus.

## Varianten
De namen Max, Maxim, Maxime en Maxima zijn van deze naam afgeleid. Deze namen zijn tegenwoordig veel populairder dan de naam Maximiliaan. Maximiliaan is van oorsprong een jongensnaam. Tegenwoordig komen de namen Maxime en Maxima ook vaak voor als meisjesnaam. De namen Max en Maxim komen ook voor als meisjesnaam, maar zijn, in Nederland als meisjesnaam, zeldzaam.

## Bekende personen

### Met de naam Maximiliaan
- Maximiliaan van Mexico (1832-1867)
- Leopold II Maximiliaan van Anhalt-Dessau (1700-1751)
- Maximiliaan Hendrik van Beieren (1621-1688), prins-bisschop van Luik

Keizers van het Heilige Roomse Rijk
- keizer Maximiliaan I (1459-1519)
- keizer Maximiliaan II (1527-1576)

Vorsten van Beieren
- Maximiliaan I (1597-1651), keurvorst
- Maximiliaan II Emanuel (1662-1726), keurvorst en landvoogd van de Spaanse Nederlanden
- Maximiliaan III Jozef (1727-1777), keurvorst
- Maximiliaan I Jozef (1756-1825), koning
- Maximiliaan II (1811-1864), koning
- Maximiliaan Jozef in Beieren (1808-1888), hertog en promotor van Beierse volksmuziek

### Met de naam Maxim/Maksim/Maxime/Máxima
- Maksim Gorki (Russisch schrijver)
- Maxim Hartman (presentator)
- Maxime De Winne (Vlaamse acteur/presentator)
- Maksim Toerov (Russisch schaker)
- Maxime Verhagen (Nederlands politicus)
- Máxima Zorreguieta (Nederlandse koningin)

### Met de naam Max
- Max Ackermann (kunstschilder en lithograaf)
- Max van Baden (generaal en rijkskanselier)
- Max Biaggi (Italiaans motorcoureur)
- Max van den Berg (Nederlands politicus)
- Max Bruch (componist)
- Max Cavalera (Braziliaanse zanger en gitarist)
- Max Dendermonde (schrijver)
- Max Euwe (schaker)
- Max Hödel (loodgietersgezel)
- Max von Laue (natuurkundige)
- Max Mosley (voorzitter van de FIA)
- Max Moszkowicz (Nederlands advocaat)
- Max Pam (Nederlands schaker en schrijver)
- Max Planck (natuurkundige)
- Max Reger (componist)
- Max Scheler (filosoof)
- Max Schmeling (bokser)
- Max Schuchart (dichter, journalist en vertaler)
- Max van der Stoel (Nederlands politicus)
- Max Tailleur (Nederlands cabaretier)
- Max Velthuijs (schrijver van kinderboeken)
- Max Verstappen (Nederlands F1 coureur)
- Max Weber (socioloog)
- Max Westerman (televisiejournalist)

### Fictieve personen
- Max Havelaar (hoofdpersoon uit gelijknamige roman)
- Max Payne (hoofdfiguur uit gelijknamig computerspel)
- Maxime Sanders (personage uit Goede Tijden Slechte Tijden)
- Hoofdpersonage Max uit het kinderboek Max en de Maximonsters

## Trivia
Uit een onderzoek onder 70641 honden- en kattennamen in Nederland bleek 'Max' de meest voorkomende hondennaam te zijn.1